# 간격 창조론
간격 창조론(Gap creationism, ruin-restoration creationism, restoration creationism, The Gap Theory)은 회복 창조론 혹은 간격이론(갭 이론)이라고도 불린다. 오랜 지구 창조설의 일종이다. 이 이론은 6일의 날(yom , 욤)은 성경이 보여주는 것을 문자적인 24시간의 하루로 보면서 동시에 창조물들의 기간에서 날과 날사이에는 시간적 간격(a gap of time)이 있다는 것이다. 이 이론은 지구의 나이를 과학적인 관찰에 근거하여 설명하는 이론이다. 창조의 기간이 수천년이나 수십만년의 기간을 포함한다는 날-시대 이론과(날을 긴 시대로보는 견해)과 24시간의 하루로 보는 젊은 지구 창조설과는 다르다.

## 역사
간격 창조론의 역사는 18세 말에서 19세기 중반까지 주목을 받았는데 그 이유는 지구가 오래되었다는 지질학의 발전때문이었다. 성경해석의 지나친 문자적 과학적 적용의 잘못으로 여러 의견이 있었지만 자연신학의 영역에서 과학은 제 2의 계시로 여겨지며 성경과 서로 모순되지 않는다라는 것을 인식할 필요가 있다.

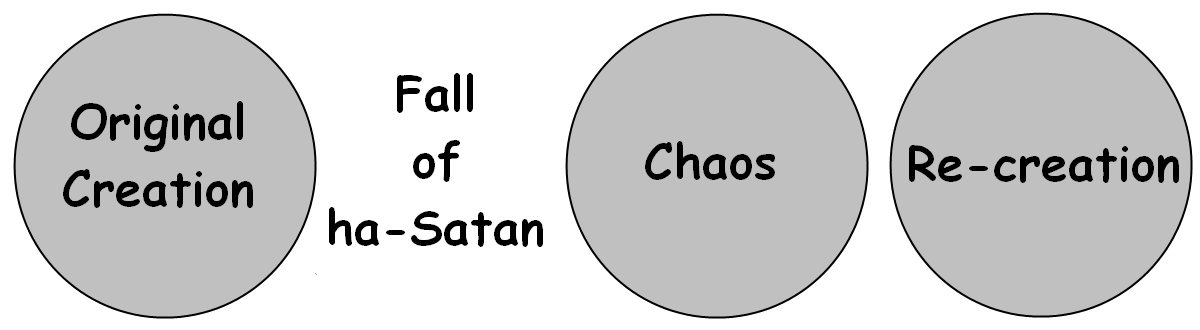
간격 창조론

간격 창조론은 지구의 나이에 대한 설명이므로 간격 창조론을 받아들이면서 타 과학분야의 모든 사실들을 인정하는 유신진화론과 생물학과 생화학적 사실들을 부정하는 유사과학적 입장의 오랜 지구 창조설의 입장을 모두 취할 수 있다.

## 같이 보기
- 창조론
- 젊은 지구 창조설
- 오랜 지구 창조설
- 유신진화론
- 창조과학
- 창조연대
- 지적설계
- 한국창조과학회
- 스콥스 재판

## 참고 문헌
- Chafer, Lewis Sperry (1964). 《Satan: His Motive and Methods》 reprint판. Zondervan. ISBN 0-310-22361-X.
- Custance, Arthur C. (2008). 《Without Form and Void: A Study of the Meaning of Genesis 1:2》 reprint판. Classic Reprint Press. ISBN 978-1934251331.
- Gaebelein, Arno (1991). 《The History of the Scofield Reference Bible》 reprint판. Living Words Foundation. ISBN 0-9628169-0-6.
- Larkin, Clarence (2005). 《Dispensational Truth》 reprint판. Kessinger Publishing. ISBN 0-7661-8427-7.
- Numbers, Ronald (2006년 11월 30일). 《The Creationists: From Scientific Creationism to Intelligent Design, Expanded Edition》. Harvard University Press. ISBN 0-674-02339-0.
- Pember, George (1987). 《Earth's Earliest Ages》 reprint판. Kregel Publications. ISBN 0-8254-3533-1.
- Pink, Arthur (2007). 《Gleanings in Genesis》 reprint판. Filiquarian Publishing, LLC. ISBN 1-59986-741-9.
- Thieme, Robert (1974). 《Creation: Chaos and Restoration》. Berachah Tapes and Publications.

## 추가 자료
- Sailhammer, John, Genesis Unbound (Multnomah Books, 1996, ISBN 0-88070-868-9).